# Mieczysław Halka Ledóchowski
Mieczysław Halka Ledóchowski (Górki, 29 ottobre 1822 – Roma, 22 luglio 1902) è stato un cardinale e arcivescovo cattolico polacco.
Era figlio del conte Józef Ledóchowski e della sua consorte, Maria Zakrzewska. Dei suoi nipoti, Włodzimierz fu generale dei gesuiti, Urszula (canonizzata nel 2003) fondò le Suore Orsoline del Sacro Cuore di Gesù Agonizzante e Maria Teresa (beatificata nel 1975) fondò le Suore Missionarie di San Pietro Claver.

## Biografia

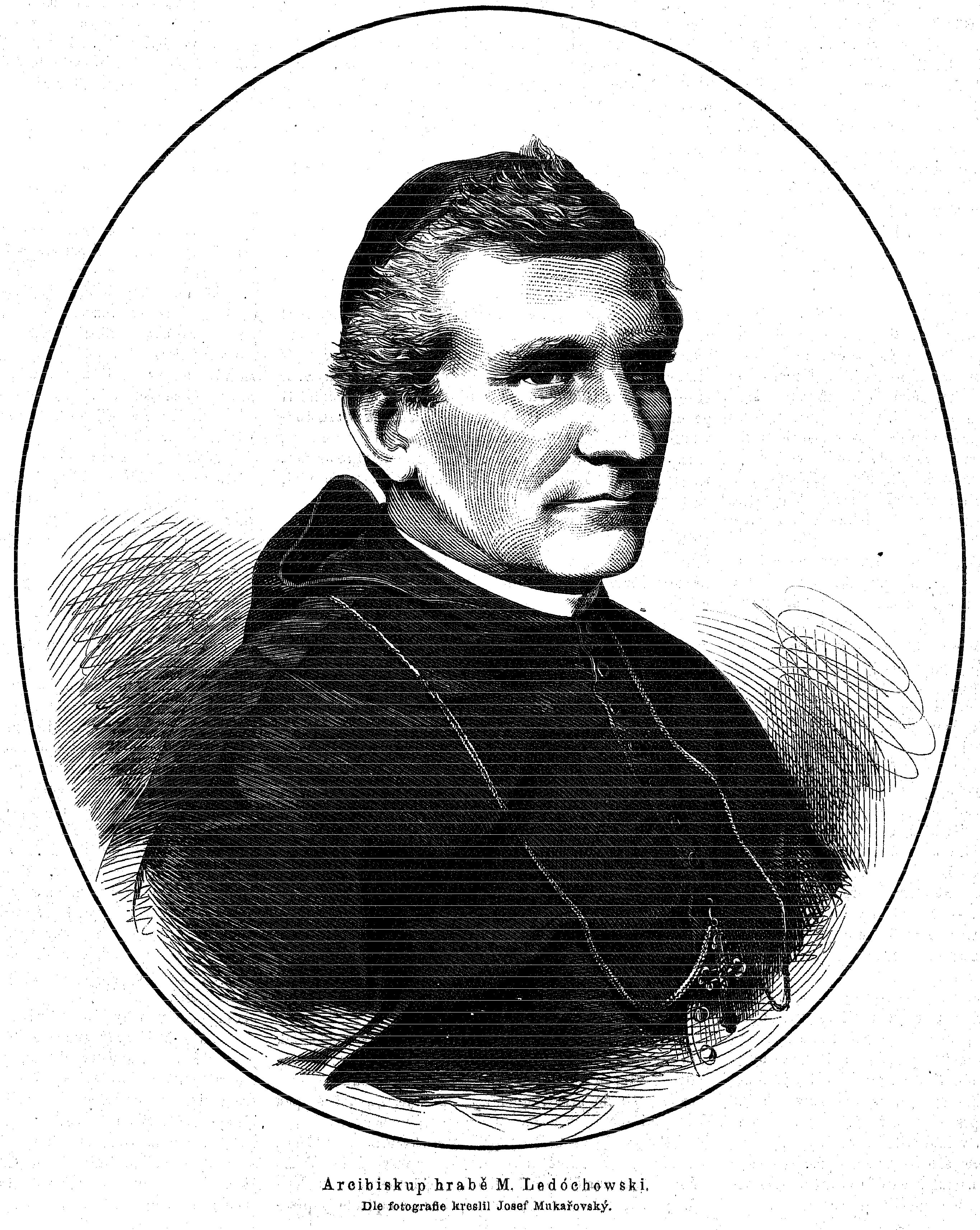
Ritratto del cardinale polacco Mieczysław Halka Ledóchowski.

Era il figlio del conte Józef Zachariasz Ledóchowski e di Rozalia Zakrzewski.

### Formazione
Frequentò il ginnasio ed il seminario a Varsavia, quindi si trasferì a Roma ove frequentò la Pontificia Accademia Ecclesiastica.

### Ministero sacerdotale ed episcopale
Nel 1845 venne ordinato sacerdote a Roma, ove conseguì successivamente il dottorato in teologia e poi la laurea in utroque jure. Fu delegato apostolico in Colombia, Ecuador, Bolivia, Perù e Venezuela dal settembre del 1856 ma il luglio del 1861 fu espulso dalla Colombia. Nello stesso anno venne consacrato arcivescovo titolare di Tebe e fu nominato nunzio apostolico in Belgio.
Nel 1865 venne nominato arcivescovo di Gniezno e Poznań e primate di Polonia: entrato in conflitto con Otto von Bismarck nel periodo della Kulturkampf, venne deposto dalla carica e imprigionato per ordine del governo prussiano (1874-1876); venne poi liberato, ma fu espulso dalla Prussia.

### Cardinalato
Papa Pio IX, che lo aveva elevato al rango di cardinale durante la prigionia (concistoro del 15 marzo 1875, titolo cardinalizio di San Lorenzo in Lucina), lo accolse in Vaticano, da dove Ledóchowski poté continuare ad amministrare la sua diocesi fino al 1885, quando preferì rassegnare le dimissioni per favorire la distensione.
Partecipò al conclave del 1878 che elesse papa Leone XIII.
Dal 1885 al 1886 fu camerlengo del Sacro Collegio.
Nel 1892 papa Leone XIII lo nominò prefetto della Congregazione de Propaganda Fide: morì il 22 luglio 1902 all'età di 79 anni.

## Genealogia episcopale e successione apostolica
La genealogia episcopale è:
- Cardinale Scipione Rebiba
- Cardinale Giulio Antonio Santori
- Cardinale Girolamo Bernerio, O.P.
- Arcivescovo Galeazzo Sanvitale
- Cardinale Ludovico Ludovisi
- Cardinale Luigi Caetani
- Cardinale Ulderico Carpegna
- Cardinale Paluzzo Paluzzi Altieri degli Albertoni
- Papa Benedetto XIII
- Papa Benedetto XIV
- Papa Clemente XIII
- Cardinale Enrico Benedetto Stuart
- Papa Leone XII
- Cardinale Chiarissimo Falconieri Mellini
- Cardinale Camillo Di Pietro
- Cardinale Mieczysław Halka Ledóchowski

La successione apostolica è:
- Vescovo Józef Cybichowski (1867)
- Vescovo Jan Chryzostom Janiszenwski (1871)
- Cardinale Jan Maurycy Paweł Puzyna de Kosielsko (1886)